# 파이어볼 시나몬 위스키
파이어볼 시나몬 위스키(Fireball Cinnamon Whisky)는 사자락 컴퍼니(Sazerac Company)에서 생산하는 캐나다 위스키, 계피 향료 및 감미료의 혼합물이다. 그것의 기초는 캐나다 위스키이며, 맛은 비슷한 이름의 사탕 인 페라라 캔디 컴퍼니(Ferrara Candy Company)의 아토믹 파이어볼(Atomic Fireball) 캔디와 비슷하다. 알코올 도수 33%(66 미국 프루프)로 병에 담겨 있다.
파이어볼 공식 웹사이트에 따르면 이 제품은 1980년대 중반 캐나다에서 개발되었으며 오랫동안 캐나다 외부에서는 거의 알려지지 않았다.
2018년 현재 파이어볼은 미국에서 가장 많이 판매되는 위스키 관련 브랜드 중 하나이다. 파이어볼은 미국과 캐나다 외에도 이제 다른 국가에서도 구매할 수 있다.

## 역사
파이어볼은 원래 1980년대 중반에 시그램(Seagram)이 개발한 향이 첨가된 슈냅스 라인의 일부였다. 제조업체의 스토리 라인은 부분적으로 북극 폭발에서 몸을 녹이려는 캐나다 바텐더의 노력의 산물이라는 것이다. 세자락 컴퍼니는 1989년 시그램으로부터 브랜드 권리와 공식을 구입했다. 제품은 "Dr. McGillicuddy's Firewater Whisky"로 판매되었다. 이후 2007년에 이 제품은 파이어볼 시나몬 위스키(Fireball Cinnamon Whisky)로 리브랜딩되었다.
2014년 4월 블룸버그 비즈니스 위크(Bloomberg Business Week)의 기사에서는 "파이어볼은 수십 년 동안 가장 성공적인 주류 브랜드 중 하나이기도 하다. IRI에 따르면 파이어볼은 2011년 미국 주유소, 편의점 및 슈퍼마켓에서 190만 달러의 매출을 기록했다. 시카고에 기반을 둔 시장 조사 회사이다. 2013년 매출은 6,100만 달러로 뛰어올랐고 제임슨 아이리시 위스키와 패트론 데킬라를 넘어섰다."고 밝혔다.
2012년과 2013년에는 소셜 미디어, 바텐더 양성, 입소문, 상대적으로 적은 광고비 등을 활용해 제품의 인기가 급상승했다. 재기 초기(2011년 말/2012년 초) 매출이 급증한 것은 아이오와 컨트리 바인 디모인의 비어캔앨리(Beer Can Alley)의 풀뿌리 노력 때문이라고 한다. 이 기간 동안 시설에서 여러 국가 컨트리 음악 공연이 공연되었으며 많은 대중가요에서 여러 참조에 영감을 주었다.
2013년에는 호세 쿠에르보(Jose Cuervo) 데킬라를 제치고 가장 인기 있는 10대 주류 중 하나가 되었다. 2016년 블룸버그는 2015년 예상 매출이 최소 1억 5천만 달러로 추정되는 이 브랜드가 예거마이스터(Jägermeister)를 제치고 미국에서 가장 많이 팔리는 리큐어가 되었다고 보도했다.
이 브랜드의 라벨은 블랙매직(Black Magic) 럼, 휘틀리 보드카(Wheatley Vodka) 및 기타 브랜드의 라벨도 디자인한 로스 서덜랜드(Ross Sutherland)가 디자인했다.
2023년 이 브랜드는 드래곤 리저브(Dragon Reserve)라는 최초의 배럴 숙성 위스키를 선보였으며 아버지의 날 프로모션으로 618병을 출시했다.